# Ion Hadârcă
Ion Hadârcă (ur. 17 sierpnia 1949 w Sîngerei) – mołdawski pisarz, publicysta i polityk, a także rumuński senator.

## Życiorys
Ukończył szkołę średnią w rodzinnej miejscowości, przez dwa lata służył w Armii Radzieckiej. W latach 1970–1974 studiował na wydziale filologicznym Universitatea Pedagogică de Stat „Ion Creangă” w Kiszyniowie. Później do 1978 odbywał studia doktorskie i pracował w Akademii Nauk Mołdawskiej Socjalistycznej Republiki Radzieckiej. Zatrudniony następnie w periodykach artystycznych, a także w organizacjach literackich, w tym w Związku Pisarzy Mołdawii, do którego wstąpił w 1978. Jest autorem m.in. tomików poetyckich, książek dla dzieci i esejów.
Od 1974 należał do Komunistycznej Partii Związku Radzieckiego. W 1989 był współtwórcą i do 1992 pierwszym przewodniczącym Frontu Ludowego Mołdawii. W 1989 wybrany do parlamentu ZSRR, od 1990 do 1998 po raz pierwszy zasiadał w Parlamencie Republiki Mołdawii. Powrócił do niego w 2009 z ramienia Partii Liberalnej, wykonywał mandat do 2014. W 2013 był jednym z przywódców rozłamu w ramach liberałów, stanął w tym samym roku na czele Partii Liberalno-Reformatorskiej.
W 2016 został wybrany w skład rumuńskiego Senatu z ramienia Sojuszu Liberałów i Demokratów.